# Shade Empire
Shade Empire ist eine finnische Dark-Metal-Band.

## Bandgeschichte
Shade Empire wurde 1999 in Kuopio gegründet. Ihre dritte Demo-CD weckte das Interesse des italienischen Labels Avantgarde Music, das im März 2004 ihr Debütalbum Sinthetic veröffentlichte. Der Nachfolger Intoxicate O. S. wurde im Mai 2006 auf Dynamic Arts Records veröffentlicht. Die zugehörige Single Slitwrist Ecstasy erreichte Platz 3 der finnischen Charts, das Album Platz 25. Ebenfalls in diesem Jahr spielte Shade Empire am 22. September im Rahmen der Popkomm das erste Konzert außerhalb Finnlands in der Kulturbrauerei Berlin, als Vorgruppen traten Subconscious, Sabaton und Diablo auf. Seit 2007 ist Juha Harju Bassist und Sänger für Ajattara. Am 12. März 2008 erschien das dritte Studioalbum Zero Nexus. Das Album wurde überwiegend im Studio 33 aufgenommen, der Gesang jedoch mit Pasi Koskinen in den Perkele Studios. Den Mix übernahm Sami Niittykoski.

## Stil
Shade Empire bezeichnen ihren Stil selbst als „Hybrid Metal“. Die Musik setzt sich aus einer Vielzahl von Elementen unterschiedlicher Metal-Genres zusammen. Der Hauptanteil der Musik stammt aus den Genres Black Metal und Death Metal, wobei der Symphonic Metal ebenfalls einen großen Anteil hat. Hinzu treten Elemente der elektronischen Musik. Als Vergleichsgröße wird häufig Dimmu Borgir genannt.

## Galerie

Bandmitglieder auf dem Dark Troll Festival 2018
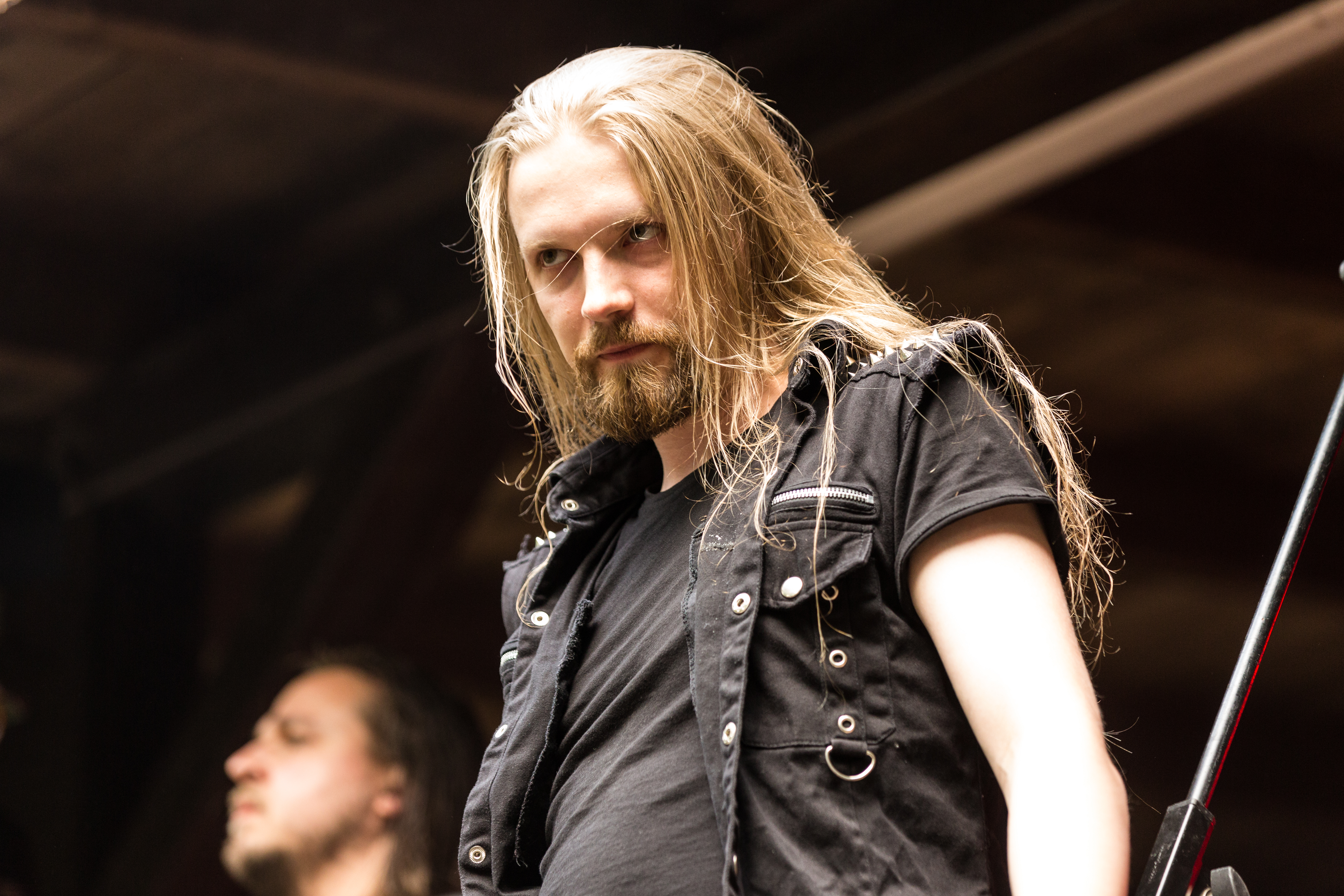
Sänger Henry Hämäläinen
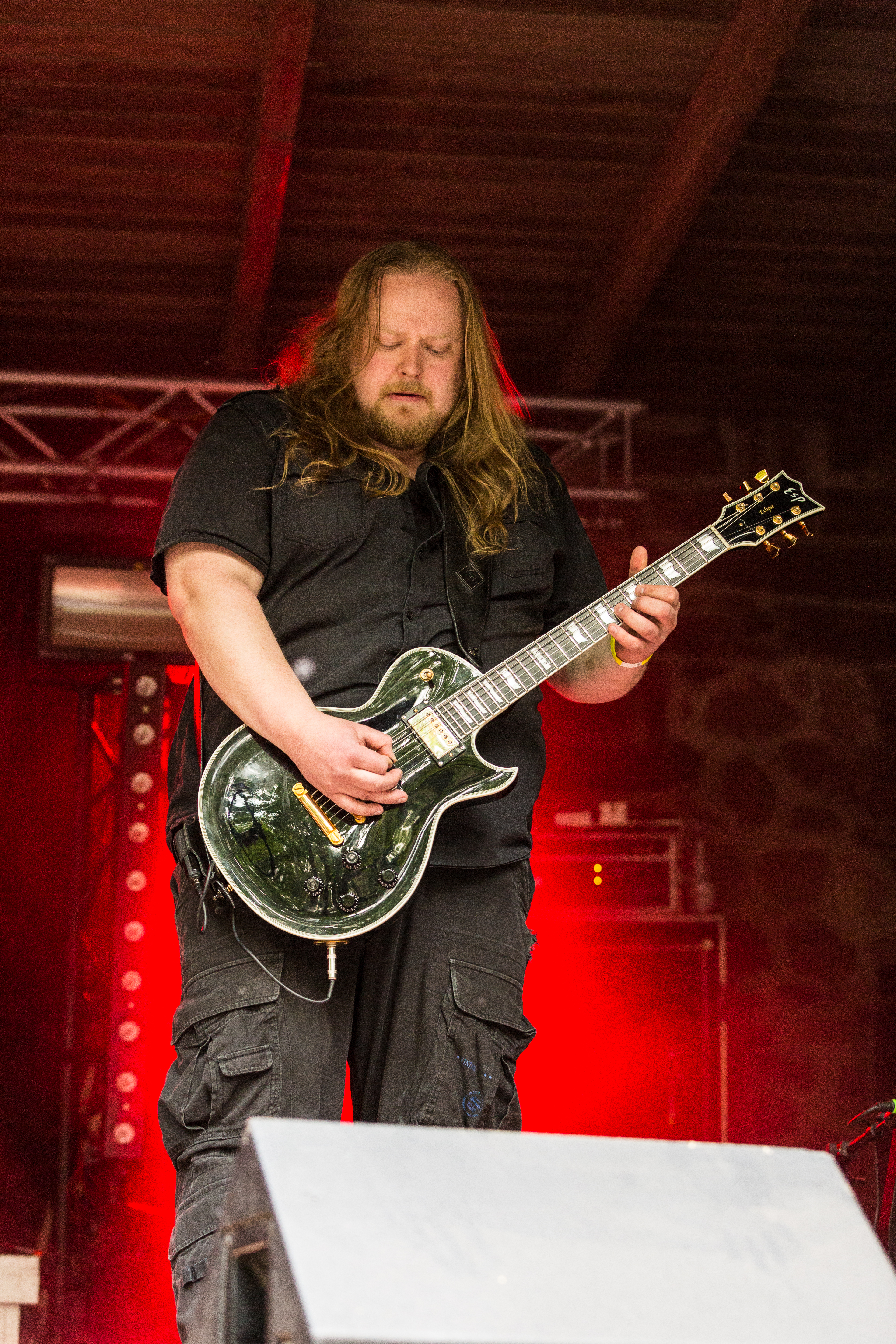
Gitarrist Aapeli Kivimäki
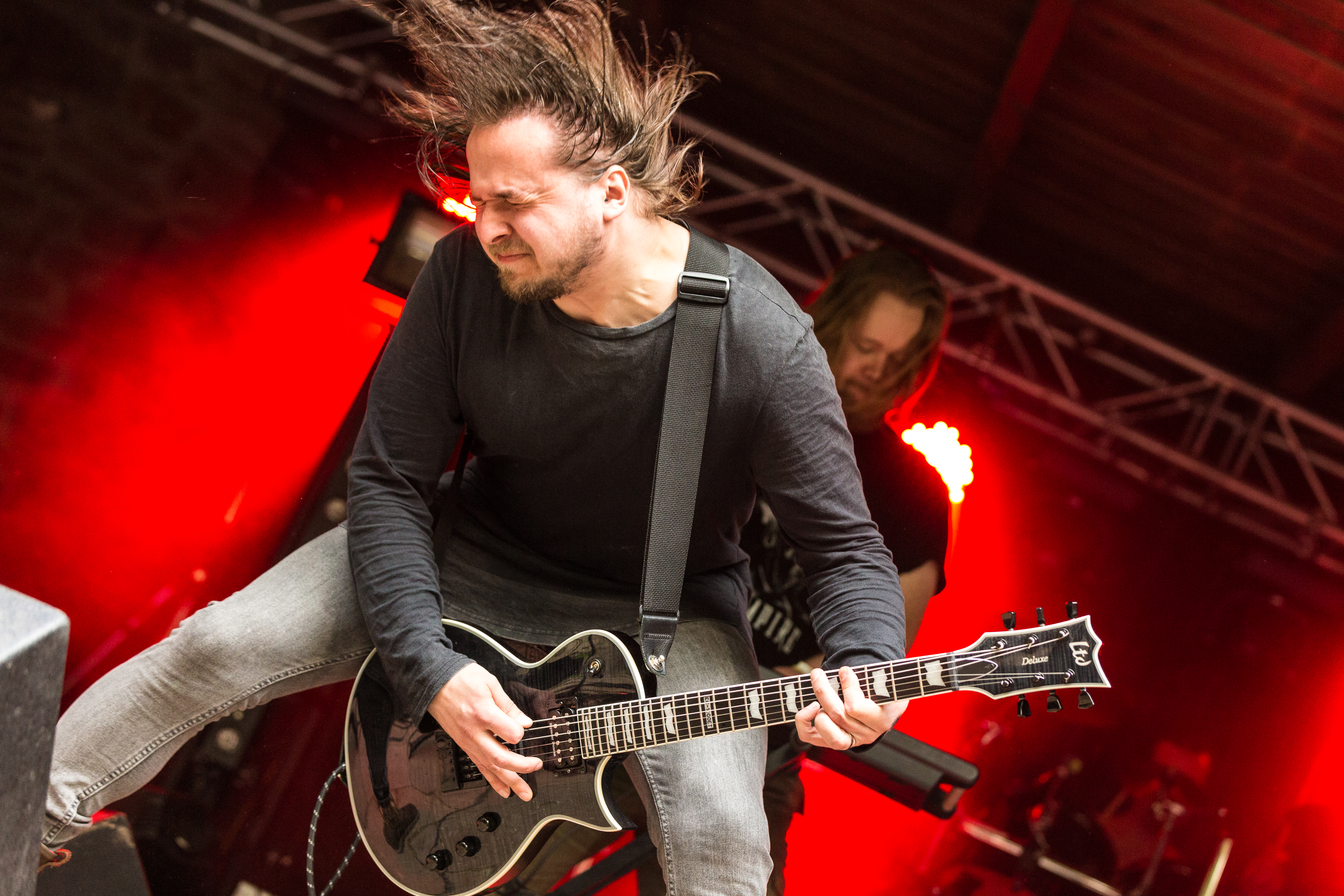
Gitarrist Juha Sirkkiä
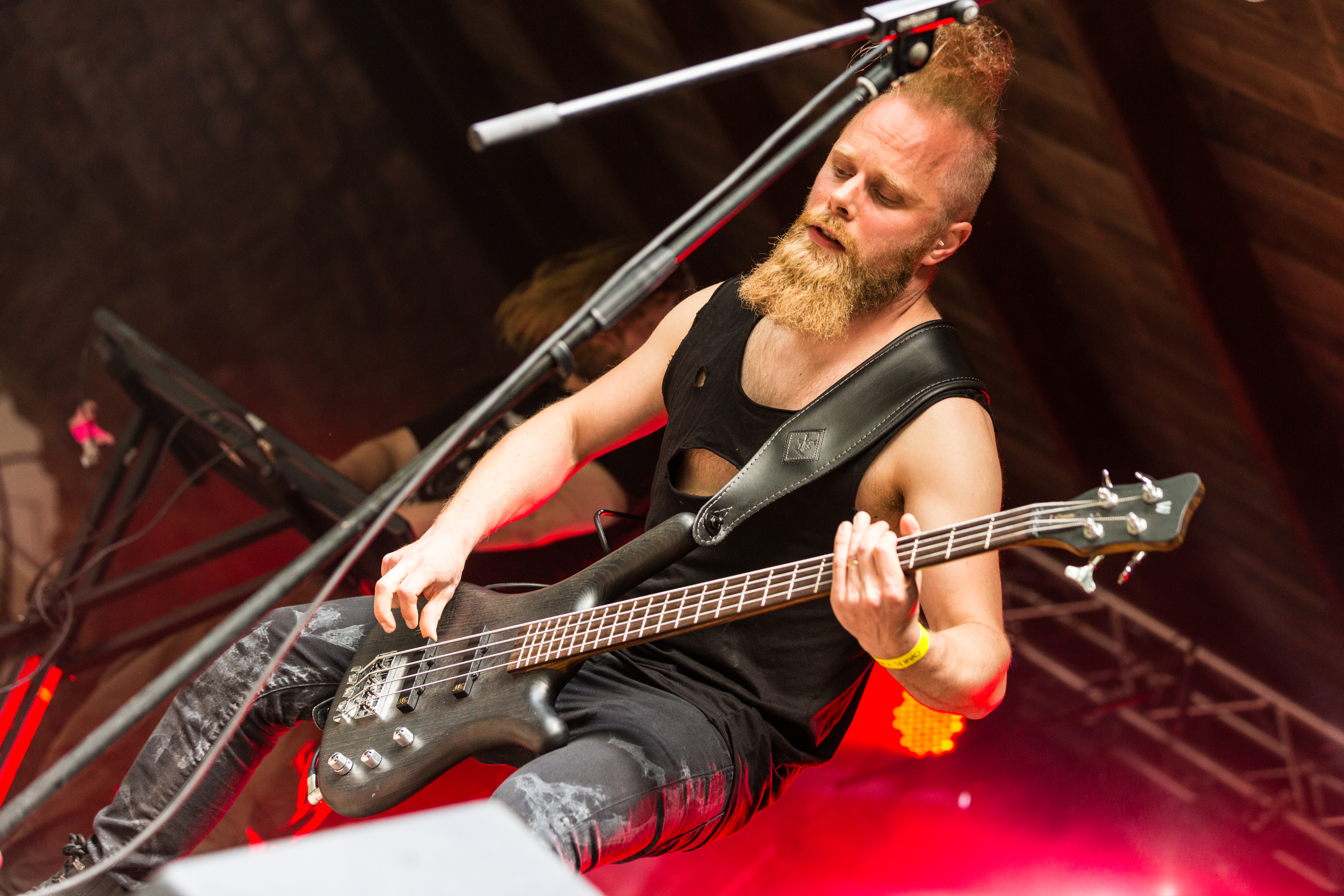
Bassist Eero Mantere
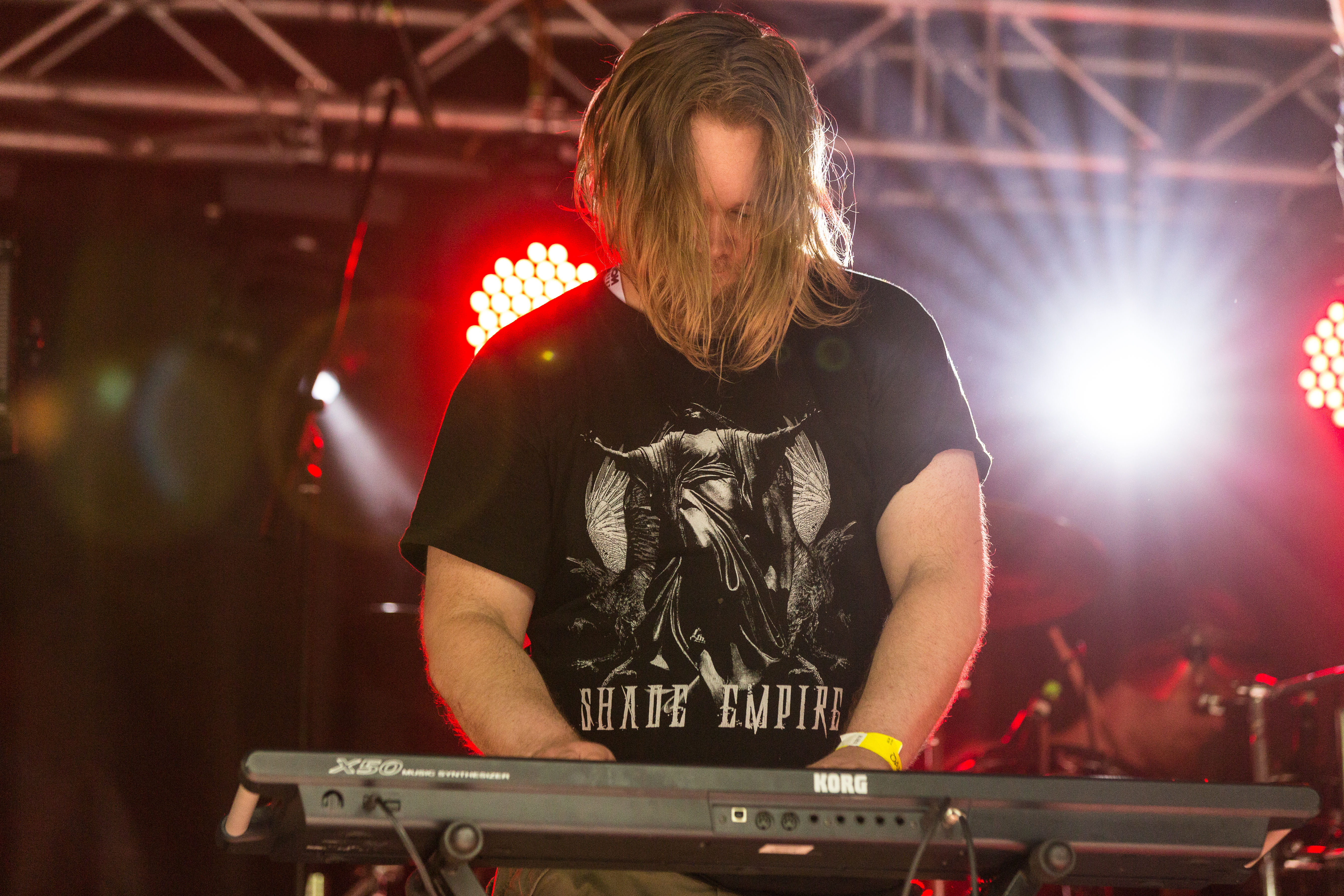
Keyboarder Olli Savolainen
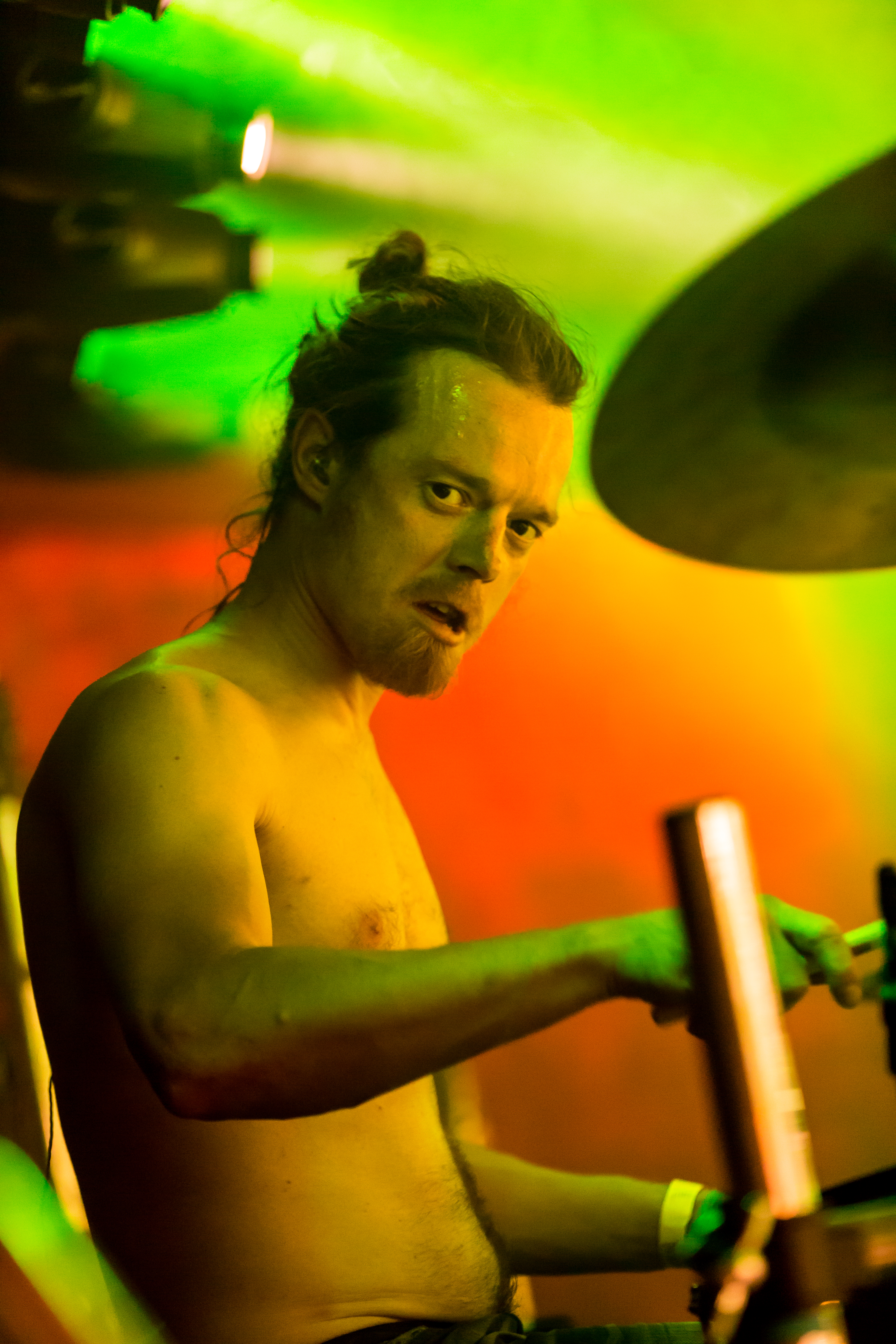
Schlagzeuger Erno Räsänen

## Diskografie

### Alben
- 2004: Sinthetic (Avantgarde Music)
- 2006: Intoxicate O.S. (Dynamic Arts Records)
- 2008: Zero Nexus (Dynamic Arts Records)
- 2013: Omega Arcane (Candlelight Records)
- 2017: Poetry of the Ill-Minded (Candlelight Records)
- 2023: Sunholy (Candlelight Records)

### Sonstiges
- 2000: Throne of Eternal Night (Demo)
- 2001: Daemon (Demo)
- 2002: Essence of Pain (Demo)
- 2006: Slitwrist Ecstasy (Single, Dynamic Arts Records)